# Giorgio Adamo Muzzati
Giorgio Adamo Muzzati (Pavia di Udine, 13 novembre 1931 – Udine, 3 febbraio 2009) è stato un militare e scrittore italiano, nonché soldato della Legione straniera francese e militante dell'Organisation armée secrète.

## Biografia
Giorgio Adamo Muzzati si arruolò nella Legione straniera francese nel 1949 all'età di 17 anni sotto il falso nome di Edmond Bernucci. Combatté nella guerra d'Indocina ed in particolare nella battaglia di Dien Bien Phu, ove al comando della sua sezione difese accanitamente il caposaldo Huguette 1.
Fatto prigioniero il 7 maggio 1954 da parte dei Viet Minh, fu internato nel campo numero 71 dopo una tremenda marcia di 700 km nella giungla. Ferito, fu decorato della medaglia militare a 22 anni,  citato per merito ben tre volte nei bollettini dell'esercito francese. Liberato il 20 agosto 1954 fu trasferito in Algeria ove fu promosso al grado di aiutante (Adjudant).
Alla fine del 1961 si oppose al processo di indipendenza dell'Algeria dalla Francia entrando nelle file dell'Organisation armée secrète, il gruppo terrorista di estrema destra composto da ex militari francesi. Nel 1962 fondò i "Maquis "ALBERT" nella regione di Affreville per poi continuare la lotta clandestina in Francia. Arrestato nel luglio del 1963 in Francia, fu condannato a 10 anni di reclusione dalla Corte di Sicurezza dello Stato  che scontò nel Carcere de La Santé-Frenes-Isola di Ré. Amnistiato il 1 aprile del 1966, si trasferì in Spagna.
Fu autore di alcuni scritti sulla sue esperienze di guerra descrivendo la sua infanzia segnata per sempre dai terribili eventi che insanguinarono l'Italia settentrionale alla fine della seconda guerra mondiale, la fuga clandestina in Francia, quando tornò la pace, per non morire di fame, e infine l'impegno nella Legione straniera francese  mentendo sulla propria età durante la fase dell'arruolamento. Narrò del su addestramento a Sidi Bel Abbès a Dien Bien Phu, passando per le operazioni nel delta del Fiume Rosso, nel Tonchino, per concludersi nei campi di prigionia dei Viet Minh. I suoi libri sono la testimonianza di una avventura umana, che Giorgio Adamo Muzzati colorò dall'inizio alla fine con tutti i fuochi della sua personalità. Al di là dei fatti spesso inediti raccontò con precisione la guerra d'Indocina e la battaglia di Dien Bien Phu.

## Scritti
- Là où l'on meurt… peut-être: un giovane della Seconda Guerra mondiale dentro le trincee di Diên Biên Phu”, Editions Italiques, 2004.
- Alain Ruscio, Nostalgérie: L'interminable histoire de l'OAS, 2015.
- Dernier baroud pour l'honneur, Editions Italiques, 2005.
- Douce-amére. Reveries et souvenirs d'un legionnaire, Editions Italiques, 2006.